# Expeditie Robinson 2013
Expeditie Robinson 2013 (en castellano, Expedición Robinson) fue un reality show de supervivencia extrema, esta es la 14.ta temporada del reality show neerlandés Expeditie Robinson, transmitido por RTL5. Esta es la primera vez que en una temporada de Expeditie Robinson el programa es producido y transmitido solo en Países Bajos. Fue conducido por Dennis Weening y Evi Hanssen, se estrenó el 5 de septiembre de 2013 y finalizó el 12 de diciembre de 2013. Esta temporada fue grabado en Malasia, específicamente en el estado de Johor y contó con 16 participantes. La neerlandesa Edith Bosch es quien ganó esta temporada.
Esta décimo-cuarta temporada contó con 16 participantes divididos en 2 tribus; la primera es la tribu Kamp Zuid representada por el color rojo y la segunda es Kamp Noord representada por el color amarillo. Esta temporada duró 33 días.

## Equipo del Programa
- Presentadores: 
  - Dennis Weening, lidera las competencias por equipos.
  - Evi Hanssen, lidera los consejos de eliminación.

## Participantes
| Participante                             | Edad | Tribu Original | Tribu Mezclada                  | Tribu Definitiva                          | Resultado Final                            | Estadía |
| ---------------------------------------- | ---- | -------------- | ------------------------------- | ----------------------------------------- | ------------------------------------------ | ------- |
| Edith Bosch Judoca.                      | 33   | Kamp Zuid      | Kamp Noord                      | Mensirip                                  | Ganadora de Expeditie Robinson 2013        | 33 días |
| Geraldine Kemper Presentadora.           | 23   | Kamp Zuid      | Kamp Zuid                       | Mensirip                                  | 2.° lugar de Expeditie Robinson 2013       | 33 días |
| Anna-Alicia Sklias Bailarina.            | 26   | Kamp Zuid      | Kamp Zuid                       | Mensirip                                  | 14.ta Eliminada de Expeditie Robinson 2013 | 33 días |
| Kees Boot Actor.                         | 43   | Kamp Noord     | Kamp Noord                      | Mensirip                                  | 13.do Eliminado de Expeditie Robinson 2013 | 32 días |
| Zimra Geurts Modelo.                     | 22   | Kamp Zuid      |                                 | Mensirip                                  | 12.da Eliminada de Expeditie Robinson 2013 | 31 días |
| Hans Ubbink Diseñador de moda.           | 51   | Kamp Noord     | Kamp Noord                      | Mensirip                                  | 11.er Eliminado de Expeditie Robinson 2013 | 29 días |
| Paulien Huizinga Miss Países Bajos 1991. | 42   | Geheim         | Kamp Zuid                       | Mensirip                                  | 10.ma Eliminada de Expeditie Robinson 2013 | 26 días |
| Géza Weisz Actor y DJ.                   | 26   | Kamp Noord     | Kamp Zuid                       | Mensirip                                  | 9.no Eliminado de Expeditie Robinson 2013  | 23 días |
| Jan Versteegh Reportero.                 | 27   | Kamp Noord     | Kamp Zuid                       | Mensirip                                  | 8.vo Eliminado de Expeditie Robinson 2013  | 20 días |
| Yousef Gnaoui Rapero.                    | 29   | Kamp Noord     | Kamp Zuid                       | Mensirip                                  | 7.mo Eliminado de Expeditie Robinson 2013  | 18 días |
| Sanne Vogel Actriz.                      | 29   | Kamp Zuid      | Kamp Noord                      |                                           | 6.ta Eliminada de Expeditie Robinson 2013  | 16 días |
| Valentijn de Hingh Modelo.               | 23   | Kamp Zuid      | Kamp Noord                      | 5.ta Eliminada de Expeditie Robinson 2013 | 14 días                                    |         |
| Robert Kranenborg Chef.                  | 62   | Geheim         | Kamp Noord                      | 4.to Eliminado de Expeditie Robinson 2013 | 11 días                                    |         |
| Veronica van Hoogdalem Presentadora.     | 23   | Kamp Zuid      | Kamp Zuid                       | Abandona Por motivos personales           | 8 días                                     |         |
| Everon Jackson Hooi Actor.               | 31   | Kamp Noord     |                                 | 2.do Eliminado de Expeditie Robinson 2013 | 5 días                                     |         |
| Negativ Rapero.                          | 30   | Kamp Noord     | Abandona Por motivos personales | 3 días                                    |                                            |         |

## Desarrollo

### Competencias
| Episodio | Emisión                  | Inmunidad                       | Eliminado | Salida |
| -------- | ------------------------ | ------------------------------- | --------- | ------ |
| 1        | 5 de septiembre de 2013  | Kamp Noord                      | Zimra     | Día 1  |
| 2        | 12 de septiembre de 2013 | Kamp Noord                      | Edith     | Día 3  |
| 3        | 19 de septiembre de 2013 | Kamp Zuid                       | Everon    | Día 5  |
| 4        | 26 de septiembre de 2013 | Kamp Noord                      | Geraldine | Día 8  |
| 5        | 3 de octubre de 2013     | Kamp Zuid                       | Robert    | Día 11 |
| 6        | 10 de octubre de 2013    | Kamp Zuid                       | Valentijn | Día 14 |
| 7        | 17 de octubre de 2013    | Kamp Zuid                       | Sanne     | Día 16 |
| 8        | 24 de octubre de 2013    | Jan / Kees                      | Yousef    | Día 18 |
| 9        | 31 de octubre de 2013    | Géza                            | Jan       | Día 20 |
| 10       | 7 de noviembre de 2013   | Hans                            | Géza      | Día 23 |
| 11       | 14 de noviembre de 2013  | Hans                            | Paulien   | Día 26 |
| 12       | 21 de noviembre de 2013  | Geraldine                       | Hans      | Día 29 |
| 13       | 28 de noviembre de 2013  | Geraldine                       | Zimra     | Día 31 |
| 14       | 5 de diciembre de 2013   | Geraldine / Edith / Anna-Alicia | Kees      | Día 32 |
| Episodio | Emisión                  | Consejo Final                   | Ganadora  | Salida |
| 15       | 12 de diciembre de 2013  | Geraldine / Edith / Anna-Alicia | Edith     | Día 33 |

## Estadísticas Semanales
| Participante | Episodio  | Episodio | Episodio  | Episodio | Episodio  | Episodio  | Episodio  | Episodio     | Episodio     | Episodio     | Episodio     | Episodio     | Episodio     | Episodio     | Episodio     |
| Participante | Equipos   | Equipos  | Equipos   | Equipos  | Equipos   | Equipos   | Equipos   | Individuales | Individuales | Individuales | Individuales | Individuales | Individuales | Individuales | Individuales |
| Participante | 1         | 2        | 3         | 4        | 5         | 6         | 7         | 8            | 9            | 10           | 11           | 12           | 13           | 14           | 15           |
| ------------ | --------- | -------- | --------- | -------- | --------- | --------- | --------- | ------------ | ------------ | ------------ | ------------ | ------------ | ------------ | ------------ | ------------ |
| Edith        | Salvada   | Salvada  | Gana      | Gana     | Salvada   | Salvada   | Salvada   | Salvada      | Salvada      | Salvada      | Salvada      | Salvada      | Salvada      | Inmune       | Ganadora     |
| Geraldine    | Salvada   | Salvada  | Gana      | Salvada  | Gana      | Gana      | Gana      | Salvada      | Salvada      | Salvada      | Salvada      | Inmune       | Inmune       | Inmune       | 2.º Lugar    |
| Anna-Alicia  | Salvada   | Salvada  | Gana      | Salvada  | Gana      | Gana      | Gana      | Salvada      | Salvada      | Salvada      | Salvada      | Salvada      | Salvada      | Inmune       | Eliminada    |
| Kees         | Gana      | Gana     | Salvado   | Gana     | Salvado   | Salvado   | Salvado   | Inmune       | Salvado      | Salvado      | Salvado      | Salvado      | Salvado      | Eliminado    |              |
| Zimra        | Eliminada |          |           |          |           |           | Reingresa | Salvada      | Salvada      | Salvada      | Salvada      | Salvada      | Eliminada    |              |              |
| Hans         | Gana      | Gana     | Salvado   | Gana     | Salvado   | Salvado   | Salvado   | Salvado      | Salvado      | Inmune       | Inmune       | Eliminado    |              |              |              |
| Paulien      | Geheim    | Geheim   | Geheim    | Salvada  | Gana      | Gana      | Gana      | Salvada      | Salvada      | Salvada      | Eliminada    |              |              |              |              |
| Géza         | Gana      | Gana     | Salvado   | Salvado  | Gana      | Gana      | Gana      | Salvado      | Inmune       | Eliminado    |              |              |              |              |              |
| Jan          | Gana      | Gana     | Salvado   | Salvado  | Gana      | Gana      | Gana      | Inmune       | Eliminado    |              |              |              |              |              |              |
| Yousef       | Gana      | Gana     | Salvado   | Salvado  | Gana      | Gana      | Gana      | Eliminado    |              |              |              |              |              |              |              |
| Sanne        | Salvada   | Salvada  | Gana      | Gana     | Salvada   | Salvada   | Eliminada |              |              |              |              |              |              |              |              |
| Valentijn    | Salvada   | Salvada  | Gana      | Gana     | Salvada   | Eliminada |           |              |              |              |              |              |              |              |              |
| Robert       | Geheim    | Geheim   | Geheim    | Gana     | Eliminada |           |           |              |              |              |              |              |              |              |              |
| Veronica     | Salvada   | Salvada  | Gana      | Abandona |           |           |           |              |              |              |              |              |              |              |              |
| Everon       | Gana      | Gana     | Eliminado |          |           |           |           |              |              |              |              |              |              |              |              |
| Negativ      | Gana      | Abandona |           |          |           |           |           |              |              |              |              |              |              |              |              |

Competencia en equipos (Días 1-16)
     El participante gana junto a su equipo y continua en competencia.
     El participante pierde junto a su equipo pero no es eliminado.
     El participante pierde junto a su equipo y posteriormente es eliminado.
     El participante es eliminado, pero vuelve a ingresar.
     El participante abandona la competencia.
Competencia individual (Días 17-33)
     Ganadora de Expeditie Robinson 2013.
     2°.Lugar de Expeditie Robinson 2013.
     El participante gana la competencia y queda inmune.
     El participante pierde la competencia, pero no es eliminado.
     El participante es eliminado de la competencia.

## Audiencias
| Episodio | Fecha de emisión           | Espectadores | Lugar en la audiencia |
| -------- | -------------------------- | ------------ | --------------------- |
| 1        | «5 de septiembre de 2013»  | 1.004.000    | Cuarto                |
| 2        | «12 de septiembre de 2013» | 1.335.000    | Tercero               |
| 3        | «19 de septiembre de 2013» | 1.325.000    | Tercero               |
| 4        | «26 de septiembre de 2013» | 1.403.000    | Tercero               |
| 5        | «3 de octubre de 2013»     | 1.168.000    | Quinto                |
| 6        | «10 de octubre de 2013»    | 1.213.000    | Sexto                 |
| 7        | «17 de octubre de 2013»    | 1.296.000    | Quinto                |
| 8        | «24 de octubre de 2013»    | 1.089.000    | Sexto                 |
| 9        | «31 de octubre de 2013»    | 1.228.000    | Noveno                |
| 10       | «7 de noviembre de 2013»   | 1.247.000    | Séptimo               |
| 11       | «14 de noviembre de 2013»  | 1.311.000    | Quinto                |
| 12       | «21 de noviembre de 2013»  | 1.314.000    | Quinto                |
| 13       | «28 de noviembre de 2013»  | 1.168.000    | Séptimo               |
| 14       | «5 de diciembre de 2013»   | 1.328.000    | Quinto                |
| 15       | «12 de diciembre de 2013»  | 1.225.000    | Cuarto                |